# Поєнь (комуна, Телеорман)
Поєнь, Поєні (рум. Poeni) — комуна у повіті Телеорман в Румунії. До складу комуни входять такі села (дані про населення за 2002 рік):
- Банов (204 особи)
- Бретешть (117 осіб)
- Веташі (460 осіб)
- Кетуну (446 осіб)
- Поєнь (1657 осіб) — адміністративний центр комуни
- Пряжба (487 осіб)
- Цевирлеу (75 осіб)

Комуна розташована на відстані 59 км на захід від Бухареста, 47 км на північ від Александрії, 122 км на схід від Крайови, 141 км на південь від Брашова.

## Населення
За даними перепису населення 2002 року у комуні проживали 3446 осіб.
Національний склад населення комуни:
| Національність | Кількість осіб | Відсоток |
| -------------- | -------------- | -------- |
| румуни         | 3311           | 96,1%    |
| цигани         | 133            | 3,9%     |
| угорці         | 1              | < 0,1%   |
| українці       | 1              | < 0,1%   |

Рідною мовою назвали:
| Мова       | Кількість осіб | Відсоток |
| ---------- | -------------- | -------- |
| румунська  | 3402           | 98,7%    |
| циганська  | 43             | 1,2%     |
| українська | 1              | < 0,1%   |

Склад населення комуни за віросповіданням:
| Релігія                             | Кількість осіб | Відсоток |
| ----------------------------------- | -------------- | -------- |
| православні                         | 3430           | 99,5%    |
| п'ятдесятники                       | 10             | 0,3%     |
| реформати                           | 1              | < 0,1%   |
| греко-католики                      | 1              | < 0,1%   |
| бретрени                            | 1              | < 0,1%   |
| лютерани (Аугсбурзького сповідання) | 1              | < 0,1%   |
| не релігійні                        | 1              | < 0,1%   |

## Зовнішні посилання
- Дані про комуну Поєнь на сайті Ghidul Primăriilor